# Plectorhinchus punctatissimus
Plectorhinchus punctatissimus es una especie de peces de la familia Haemulidae en el orden de los Perciformes.

## Morfología
• Los machos pueden llegar alcanzar los 50,8 cm de longitud total.

## Distribución geográfica
Se encuentra en las Seychelles, Mauricio y Tahití.